# Марк Порцій Латрон
Марк Порцій Латрон (58 до н. е. — 3 до н. е.) — відомий давньоримський красномовець, один із засновників школи риторики Риму.

## Життєпис
Народився у м. Кордубі (сучасна Кордова, Іспанія) у заможній родині римських колоністів. Втім можливо був членом давньоримського роду Порціїв. У 40 році до н. е. разом із своїм другом Луцієм Анієм Сенекою Старшим переїхав до Риму. Тут навчався в школі Марулла. З 30 року до н. е. відкрив власну школу риторики. Тут він здобув значну славу й авторитет, який був настільки значущим, що його учні наслідували без пояснень. Серед його учнів були Овідій та Амброній Сілон.
У 17 до н. е. він виступав перед імператором Октавіаном Августом та Марком Віпсанієм Агриппою. Здобувши повагу, відомість та кошти Лаброн багато подорожував, декілька разів повертався до Іспанії. Під час такої подорожі він тяжко захворів.
Змучений хворобою Марк Порцій Латрон у 3 до н. е. наклав на себе руки.